# Darcy Deitos
Darcy Deitos (Joaçaba, 20 de maio de 1944 — Campo Mourão, 8 de outubro de 2013) filho de Sabino Deitos e Norma Perez Deitos  foi um economista, empresário e político brasileiro. Exerceu o mandato de deputado federal constituinte em 1988. Fundou, em 1974, o Movimento Democrático Brasileiro (MDB) de Campo Mourão, partido do qual foi integrante de 1974 a 1979. Ele teve 3 filhos; Maximiliano, Alexandre e Patrícia.
A partir de 1980, filiou-se  ao PMDB do Paraná. Foi deputado estadual (1978 – 1981)  e deputado federal no período de 1987–1990, no qual ocorreu a Constituinte (1987-1988). Deitos também assumiu o cargo de diretor do Departamento de Estradas de Rodagem (DER) durante o governo de José Richa.
No mandato de Roberto Requião (PMDB), entre 2003 e 2010, Deitos compôs o Conselho Administrativo da Sanepar e atuou como diretor-presidente da Superintendência de Desenvolvimento de Recursos Hídricos e Saneamento Ambiental (Suderhsa), atualmente conhecido como Instituto de Águas do Paraná
Deitos foi proprietário do Paraná Palace Hotel, em Campo Mourão. 

O empresário, Darcy Deitos faleceu em 8 de Outubro de 2013 em Campo Mourão, no Centro-Oeste do Paraná, aos 69 anos, devido um câncer de esôfago.